# Albert-Schweitzer-Gedenkstätte (Weimar)

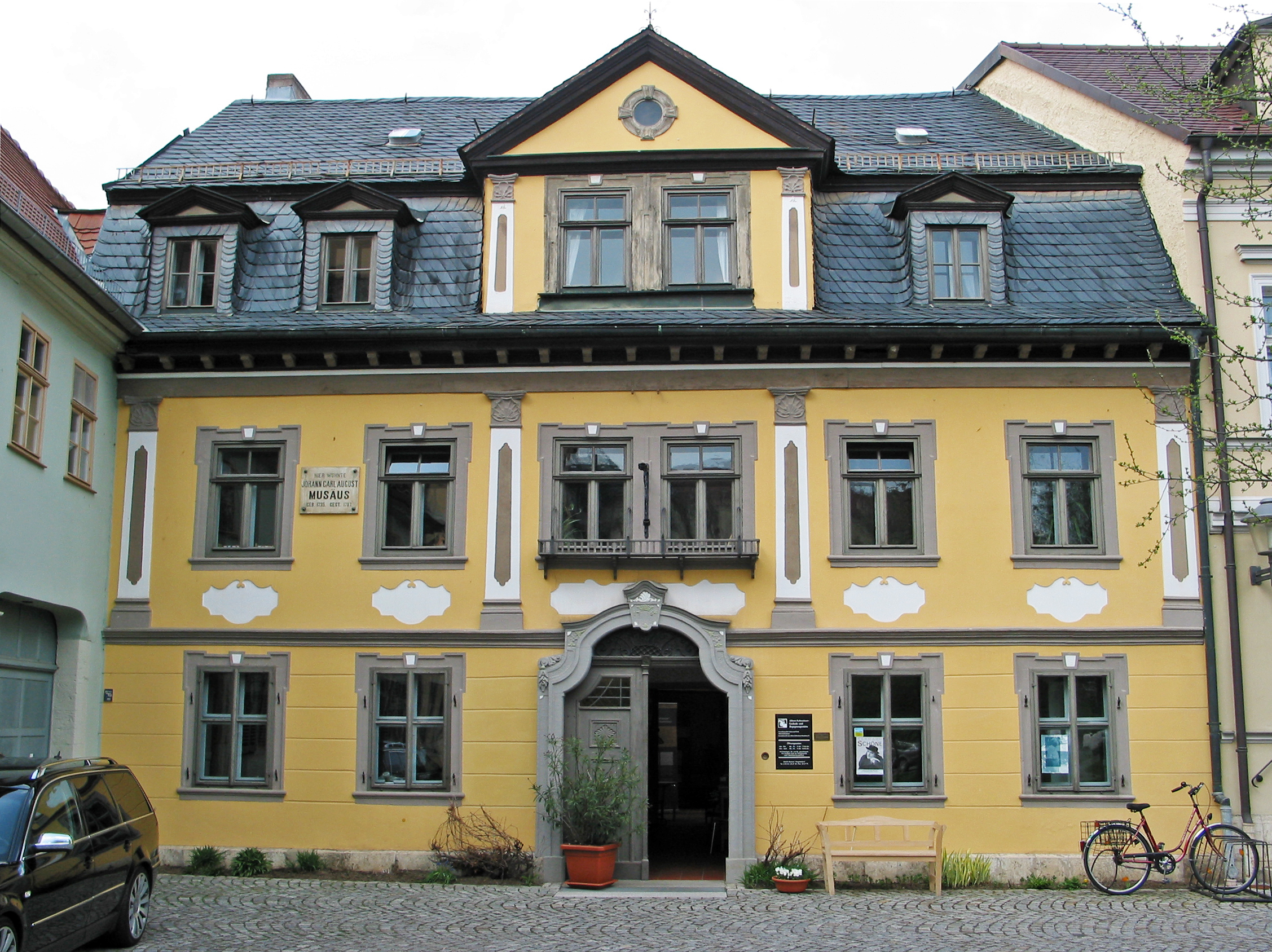
Das Musäushaus in Weimar, Ort der Albert-Schweitzer-Gedenkstätte

Die Albert-Schweitzer-Gedenkstätte in Weimar wurde 1984 im Musäushaus am Kegelplatz 4 eröffnet. Zu ihr gehören eine Dauerausstellung über das Leben und Werk Albert Schweitzers, eine Albert-Schweitzer-Bibliothek mit Archiv und ein Museumsshop. In der Gedenkstätte werden Vorträge, Lesungen und Konzerte angeboten.
Der Betrieb der Gedenkstätte zählt zu den Aufgaben des Albert-Schweitzer-Komitees, dessen Geschäftsstelle sich im Musäushaus befindet. Der im Jahr 1963 in Weimar gegründete Verein engagiert sich für das Werk Albert Schweitzers und dessen Spital in Lambarene.

## Musäushaus

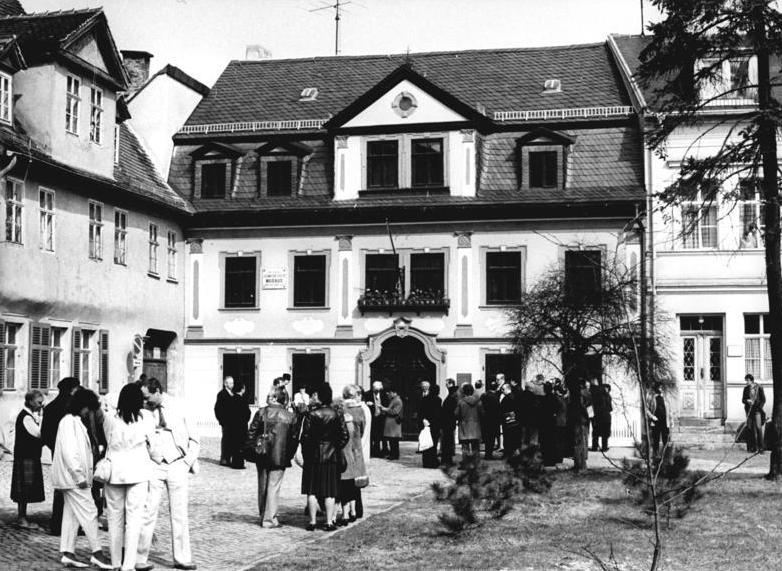
Das Musäushaus 1984 am Tag der Eröffnung der Gedenkstätte

Bei dem Gebäude handelt es sich um ein 1754 errichtetes spätbarockes zweigeschossiges Bürgerhaus. Das Mansarddach weist in seiner Mitte einen Risalit mit einem Dreiecksgiebel auf. Zur Innenausstattung zählen Stuckdecken, Holzfußböden, Wandmalereien und Bleiglasfenster. Im überdachten Innenhof befindet sich ein Pumpbrunnen.
Johann Karl August Musäus, der als Märchensammler und Erzähler der Rübezahl-Legenden bekannt wurde, erhielt 1763 eine Stelle als Pagenhofmeister am Weimarer Hof. 1770 kaufte er das Haus am Kegelplatz 4, wo er mit seiner Familie bis zu seinem Tod 1787 lebte. Nach seinem Tod wurde der Bau bis 1979 als Wohnhaus genutzt, wobei er mehrere Umbauten erfuhr.
Durch ein privates Vermächtnis konnte das Albert-Schweitzer-Komitee das Musäushaus im Jahr 1980 für etwa 13.000 DDR-Mark erwerben. Der Verein richtete darin die Albert-Schweitzer-Gedenkstätte ein, die am 14. April 1984 eingeweiht wurde. Der CDU-Vorsitzende Gerald Götting hatte sich für die Einrichtung der Gedenkstätte engagiert, durch die der gänzliche Verfall des denkmalgeschützten Hauses abgewendet werden konnte. Das Albert-Schweitzer-Komitee errichtete 1993 mit Unterstützung einer Mäzenin die Stiftung Albert-Schweitzer-Gedenk- und Begegnungsstätte, die dem Zweck dient, die Gedenkstätte zu erhalten und den Museumsbetrieb sicherzustellen. 2001 wurde das Gebäude saniert. Albert Schweitzer war selbst niemals in Weimar gewesen.
Im Musäus-Haus werden Gästezimmer angeboten (zwei Doppelzimmer und ein Einzelzimmer). Das Haus dient ferner als Treffpunkt für Selbsthilfegruppen.

## Denkmal
Das Albert-Schweitzer-Denkmal am Kegelplatz steht dort seit 1968 und ist somit älter als die Albert-Schweitzer-Gedenkstätte im Musäus-Haus.